# Metamenophra sundana
Metamenophra sundana là một loài bướm đêm trong họ Geometridae.